# Liste der Kulturdenkmäler in Koblenz-Rübenach
In der Liste der Kulturdenkmäler in Koblenz-Rübenach sind alle Kulturdenkmäler im Stadtteil Koblenz-Rübenach der rheinland-pfälzischen Stadt Koblenz aufgeführt. Grundlage ist die Denkmalliste des Landes Rheinland-Pfalz (Stand: 28. Juni 2023).

## Denkmalzonen
| Bezeichnung                   | Lage                 | Baujahr | Beschreibung | Bild            |
| ----------------------------- | -------------------- | ------- | --- | --------------- |
| Denkmalzone Burghaus Rübenach | Maximinstraße 2 Lage |         | Burghaus der Freiherrn von Eltz-Rübenach; dreigeschossiger Krüppelwalmdachbau, im Kern ein mittelalterlicher Wohnturm; Westflügel bezeichnet 1678, barocke Umgestaltung bezeichnet 1767; zugehörig die anliegenden Freiflächen samt Umfassungsmauern an Mauritius- und Maximinstraße; bauliche Gesamtanlage | Fotos hochladen |

## Einzeldenkmäler
| Bezeichnung                                            | Lage                                       | Baujahr         | Beschreibung | Bild                           |
| ------------------------------------------------------ | ------------------------------------------ | --------------- | --- | ------------------------------ |
| Hofanlage                                              | Aachener Straße 53 Lage                    | 19. Jahrhundert | Hofanlage, Basaltbruchsteinbauten, 19. Jahrhundert | Fotos hochladen                |
| Wohnhaus                                               | Aachener Straße 54 Lage                    | 1754            | Wohnhaus, teilweise Fachwerk, 1754, Umbau (?) bezeichnet 1828 | Fotos hochladen                |
| Kriegerdenkmal 1870/71                                 | Aachener Straße, Ecke Alte Straße Lage     | 1913            | Basaltlava-Brunnen, Reliefs, 1913 | Fotos hochladen                |
| Katholische Pfarrkirche St. Mauritius und St. Maternus | Mauritiusstraße Lage                       | 1864–66         | dreischiffige neugotische Hallenkirche, Basaltbruchstein, 1864–66, Architekt Vincenz Statz, Köln, Chor nach Zerstörung 1958 erneuert; an der Außenwand Missionskreuz, spätes 19. Jahrhundert; Lourdes-Grotte, 14 Basaltlava-Grabkreuze | weitere Bilder Fotos hochladen |
| Wohnhaus                                               | Mauritiusstraße 28 Lage                    | 18. Jahrhundert | Wohnhaus, Obergeschoss und Giebel mit aufwändigem Zierfachwerk, 18. Jahrhundert | Fotos hochladen                |
| Hofanlage                                              | Mauritiusstraße 31 Lage                    | 18. Jahrhundert | ehemalige Hofanlage; Wohnhaus, teilweise verputzt, Obergeschoss und Giebel mit Zierfachwerk, 18. Jahrhundert; straßenbildprägend | Fotos hochladen                |
| Hofgut                                                 | Mauritiusstraße 40/40a Lage                | 1699            | ehemaliges Hofgut der Abtei St. Maximin; teilweise Fachwerk, bezeichnet 1699, zweiteilige Toranlage, Wirtschaftsgebäude; bauliche Gesamtanlage; ortsbildprägend                                                                        | Fotos hochladen                |
| Pfarrhaus                                              | Mauritiusstraße 59 Lage                    | 1839            | dreigeschossiger basaltgegliederter Bruchschieferbau, 1839, Architekt Johann Claudius von Lassaulx, 1904 erhöht | Fotos hochladen                |
| Kapelle                                                | Maximinstraße, zwischen Nr. 29 und 31 Lage | 1898            | kleine Backsteinkapelle, bezeichnet 1898; davor Basaltlava-Wegekreuz, 18. Jahrhundert | Fotos hochladen                |
| Wilhelmsmühle                                          | Mühlenstraße 33 Lage                       | 18. Jahrhundert | langgestreckter Krüppelwalmdachbau, teilweise Fachwerk, 18. Jahrhundert über älterem Fundament | BW                             |
| Hofanlage                                              | Von-Eltz-Straße 14 Lage                    | 1860            | ehemalige Hofanlage, Basaltbruchsteinbauten, Scheune bezeichnet 1860 | Fotos hochladen                |